# Schönewalde
Schönewalde település Németországban, azon belül Brandenburgban. Lakosainak száma 2973 fő (2023. december 31.).

## Népesség
A település népességének változása:
| Lakosok száma | 3055 | 3040 | 3034 | 3004 | 2973 |
|               | 2017 | 2019 | 2021 | 2022 | 2023 |